# A17 (autoestrada)
A A17 ou Autoestrada do Litoral Centro é uma autoestrada portuguesa, que liga a cidade de Aveiro com a cidade da Marinha Grande, ligando as sub-regiões Região de Aveiro, Região de Coimbra e Região de Leiria, localizadas na Região Centro, tendo uma extensão total de 116,3 km.
Em Aveiro, a autoestrada começa no leste da cidade, tendo um nó com a A25, que segue direção a leste a Viseu e à Guarda e direção a oeste à Gafanha da Nazaré. Seguindo à cidade da Figueira da Foz, a autoestrada tem um nó com a A14, que segue direção a leste a Coimbra. Chegando à Marinha Grande, a autoestrada tem um nó com a A8, que segue direção a leste a Leiria e direção a sul a Lisboa.
A autoestrada foi inaugurada em 2004 entre Aveiro e Mira, com uma extensão de 25 km. Em 2007 seguiu o troço entre a Marinha Grande e Louriçal, com mais 32,2 km, e em 2008 o troço final entre Mira e Louriçal, crescendo em mais 59,1 km de extensão, variando de um perfil de duas e três vias de circulação para cada sentido.
A Brisa e a Ascendi são as concessionárias da autoestrada, tendo um regime de portagem convencionais entre a Marinha Grande e Mira e portagem eletrónicas entre Mira e Aveiro. Os preços atuais das portagens para o trajeto total da autoestrada é de 10,05€ para a classe C1, 17,70€ para a classe C2, 22,65€ para a classe C3 e 25,15€ para a classe C4.

## Estado dos troços
| Troço                         | Situação          | km   |
| ----------------------------- | ----------------- | ---- |
| Aveiro A 25 – Mira            | Em serviço (2004) | 25   |
| Mira – Louriçal               | Em serviço (2008) | 59,1 |
| Louriçal – Marinha Grande A 8 | Em serviço (2007) | 32,2 |

## Capacidade
| Troço                                 | Perfil | Km   |
| ------------------------------------- | ------ | ---- |
| Aveiro A 25 – Figueira da Foz A 14    |        | 62,5 |
| Figueira da Foz A 14 – Leiria (norte) |        | 45,6 |
| Leiria (norte) - Marinha Grande A 8   |        | 8,2  |

## Tráfego
Entre o nó da A25 em Aveiro e Vagos regista-se o maior tráfego diário da autoestrada, ultrapassando mais de 15 mil veículos diáriamente. Seguindo até ao nó com a A14 na Figueira da Foz, o tráfego é mais reduzido, estando nos 10 mil veículos diários. Chegando a Marinha Grande e Leiria, o tráfego volta a aumentar lentamente com o nó com a A8, estabilizando-se nos 12 mil veículos diariamente.
| Troço                                  | Tráfego médio diário, agosto de 2019 |
| -------------------------------------- | ------------------------------------ |
| Marinha Grande A 8 –Leiria (norte)     | 10.696                               |
| Leiria (norte)–Monte Real              | 12.225                               |
| Monte Real–Monte Redondo               | 11.895                               |
| Monte Redondo–Guia                     | 11.829                               |
| Guia–Louriçal                          | 11.516                               |
| Louriçal–Marinha das Ondas             | 11.297                               |
| Marinha das Ondas–Figueira da Foz A 14 | 10.952                               |
| Figueira da Foz A 14 –Quiaios          | 9.788                                |
| Quiaios–Tocha                          | 11.229                               |
| Tocha–Mira                             | 11.522                               |
| Mira–Mira (norte)                      | 11.929                               |
| Mira (norte)–Ponte de Vagos            | 13.859                               |
| Ponte de Vagos–Vagos                   | 16.444                               |
| Vagos–Ílhavo                           | 16.846                               |
| Ílhavo–Aveiro (sul)                    | 21.513                               |
| Aveiro (sul)–São Bernardo              | 17.603                               |
| São Bernardo–Aveiro A 25               | 18.985                               |
| Tráfego médio diário da A 17           | 12.360                               |

## Saídas
| Número da saída                                       | km  | Destinos                                                 | Estrada que liga         |
| ----------------------------------------------------- | --- | -------------------------------------------------------- | ------------------------ |
|                                                       | 0   | Lisboa                                                   | A 8 ( 24A) (dir. Lisboa) |
| 1                                                     | 1   | Leiria (sul) Marinha Grande (A 1)                        | A 8                      |
| 2                                                     | 10  | Leiria (norte)                                           | N 109                    |
| 3                                                     | 14  | Monte Real                                               | N 109                    |
| 4                                                     | 20  | Monte Redondo                                            | M531                     |
| 5                                                     | 26  | Guia Mata Mourisca                                       | N237-1                   |
| 6                                                     | 32  | Louriçal Pombal (A 1) Carriço                            | IC 8                     |
| 7                                                     | 39  | Marinha das Ondas                                        | Ex. N109                 |
| 8                                                     | 55  | Figueira da Foz / Coimbra A 1                            | A 14                     |
| 9                                                     | 64  | Quiaios                                                  | N 109                    |
| 10                                                    | 78  | Sanguinheira Tocha                                       | N 335-1                  |
| 11                                                    | 88  | Mira (centro) Cantanhede                                 | N 234                    |
| Praça de Portagem de Mira (km 92) (Sistema Free-Flow) |     |                                                          |                          |
| 12                                                    | 92  | Mira (norte)                                             | N 109                    |
| Pórtico de Portagem de Ponte de Vagos - € 0,65        |     |                                                          |                          |
| 13                                                    | 97  | Santo André de Vagos Ponte de Vagos                      | N 109                    |
| 14                                                    | 103 | Vagos                                                    | N 333                    |
| Pórtico de Portagem de Vagos - € 0,35                 |     |                                                          |                          |
| 15                                                    | 107 | Ílhavo                                                   | N 335                    |
| 16                                                    | 109 | Aveiro (sul) (A 1 Portagem) Mamodeiro Oliveira do Bairro | N 235                    |
| Pórtico de Portagem de Oliveirinha - € 0,40           |     |                                                          |                          |
| 17                                                    | 115 | Oliveirinha São Bernardo                                 |                          |
| 18                                                    | 117 | Aveiro Estádio Zona Industrial Zona Portuária Praias     | A 25                     |
|                                                       | 117 | direcção Viseu Porto (A 29)                              | A 25                     |

 Nota: o preço das portagens electrónicas indicado na tabela corresponde à tarifa paga por um veículo pertencente à classe 1.

## Áreas de serviço
- Área de Serviço de Monte Redondo (km 21)
- Área de Serviço da Figueira da Foz (km 62)
- Área de Serviço de Vagos (km 99)

## Ações em tribunal
A Brisa colocou uma ação no tribunal arbitral contra o Estado, para reclamar compensações financeiras no valor de 3000 milhões de euros, onde uma das AE em causa é a A17.